# Langeronia parva
Langeronia parva är en plattmaskart. Langeronia parva ingår i släktet Langeronia och familjen Lecithodendriidae. Inga underarter finns listade i Catalogue of Life.